# Armen Edigarian
Armen Edigarian (ur. 3 października 1970 w Kirowabadzie) – polski matematyk, profesor, prorektor Uniwersytetu Jagiellońskiego w kadencjach 2016–2020 oraz 2020–2024. Specjalista w zakresie analizy zespolonej i matematyki finansowej.

## Życiorys
Urodził się 3 października 1970 w Kirowabadzie w rodzinie ormiańskiej. Studia matematyczne rozpoczął w 1987 na Państwowym Uniwersytecie w Erywaniu. W 1989 przeprowadził się do Polski, gdzie zaczął studiować matematykę (specjalność teoretyczna) na Uniwersytecie Jagiellońskim, którą skończył z wyróżnieniem w 1993. Jako absolwent otrzymał na UJ Nagrodę im. Franciszka Leji (1993).
Doktoryzował się w 1995 na Wydziale Matematyki i Fizyki tejże uczelni (rozprawa doktorska: Odwzorowania ekstremalne, promotor Marek Jarnicki). W 1998 został wyróżniony Stypendium im. Michała Jakuba Łyska (UJ), w 1999 Nagrodą PTM dla Młodych Matematyków, w 2000 otrzymał Stypendium Fundacji na rzecz Nauki Polskiej, w 2001 zaś Stypendium im. Adama Krzyżanowskiego (UJ). Stopień doktora habilitowanego uzyskał w 2002, a za swoją rozprawę otrzymał w 2004 nagrodę Ministra Edukacji Narodowej i Sportu. Tytuł naukowy profesora nauk matematycznych uzyskał w 2011.
Jako nauczyciel akademicki związany całe życie z Uniwersytetem Jagiellońskim. W latach 2003–2016 kierował Zakładem Matematyki Finansowej w Instytucie Matematyki, natomiast od 2008 do 2011 był dyrektorem tego Instytutu. W latach 2011–2016 sprawował funkcję dziekana Wydziału Matematyki i Informatyki UJ. Wybrany na prorektora tej uczelni do spraw dydaktyki w kadencjach 2016–2020 oraz 2020–2024.
Wypromował dziewięcioro doktorów. W latach 2001–2004 był członkiem jury Nagrody im. Kazimierza Kuratowskiego. Laureat Nagrody Rektora UJ im. Hugona Kołłątaja w roku akademickim 2010/11. Należy do Polskiego Towarzystwa Matematycznego. Staże naukowe odbywał m.in. w Lille (Francja, 1996) i Bloomington (Indiana University, Stany Zjednoczone, 2007, stypendium Fulbrighta).
Poza macierzystą uczelnią pracował również w Państwowej Wyższej Szkole Zawodowej w Tarnowie. Od 2019 członek Rady Ośrodka Badań nad Kulturą Ormiańską w Polsce Polskiej Akademii Umiejętności. W latach 2023–2024 przewodniczący Teaching and Learning Strategy Group w związku uniwersytetów Una Europa.
W marcu 2024 zgłosił chęć ubiegania się o stanowisko rektora UJ i został pozytywnie zaopiniowany przez Senat UJ oraz Radę Uczelni. Mimo przeprowadzenia unikatowej w skali polskich uczelni nowoczesnej kampanii wyborczej z szerokim udziałem mediów społecznościowych elektorzy nie wybrali go na tę funkcję.
Swoje prace publikował w takich czasopismach jak m.in.: „Annales Polonici Mathematici”, „Archiv der Mathematik”, „Arkiv för matematik", „Bulletin of the London Mathematical Society", „Indagationes Mathematicae", „Israel Journal of Mathematics”, „Journal of Geometric Analysis”, „Mathematische Zeitschrift", „Proceedings of the American Mathematical Society”, „Studia Mathematicae" oraz „Transactions of the American Mathematical Society”.
Obywatelstwo polskie uzyskał w 2004. Żonaty, jedna córka. Zna języki: angielski, francuski, hiszpański, ormiański, polski i rosyjski.